# Нистрово
Нистрово (на македонска литературна норма: Нистрово; на албански: Nistrova, Нистрова) е село в Северна Македония, в община Маврово и Ростуше.

## География
Нистрово разположено в областта Горна Река в долината на Дълбока река в подножието на Кораб.

## История
В XIX век Нистрово е разделено в конфесионално отношение албанско село в Реканска каза на Османската империя. В „Етнография на вилаетите Адрианопол, Монастир и Салоника“, издадена в Константинопол в 1878 година и отразяваща статистиката на населението от 1873 година, Нистрово е посочено като село с 40 домакинства, като жителите му са 41 албанци мюсюлмани и 69 албанци православни.
Според статистиката на Васил Кънчов („Македония. Етнография и статистика“) в 1900 Нистрово има 150 жители арнаути християни и 230 арнаути мохамедани.
На Етнографската карта на Битолския вилает на Картографския институт в София от 1901 година Нистрово е чисто албанско, но смесено православно-мюсюлманско село в Реканската каза на Дебърския санджак с 80 къщи.
Според митрополит Поликарп Дебърски и Велешки в 1904 година в Нистрово има 20 сръбски къщи. Според секретаря на Българската екзархия Димитър Мишев („La Macédoine et sa Population Chrétienne“) в 1905 година християнското население на Нистрово се състои от 120 албанци и в селото има българско училище. Вестник „Дебърски глас“ в 1909 година нарича Нистрово „чисто християнско арнаутско село“.
Албанците християни са привлечени от сръбската пропаганда и според статистика на вестник „Дебърски глас“ в 1911 година в Нистрово има 46 албански патриаршистки и 105 албански мюсюлмански къщи.
Според преброяването от 2002 година селото има 121 жители албанци.
| Националност     | Всичко |
| северномакедонци | 0      |
| албанци          | 121    |
| турци            | 0      |
| роми             | 0      |
| власи            | 0      |
| сърби            | 0      |
| бошняци          | 0      |
| други            | 0      |

## Личности
Родени в Нистрово
- Глигор Йовановски (р. 1945), северномакедонски химик
- Йосиф Багери (1870 – 1916), албански поет и общественик
- Марко Лазаров, български опълченец, изпратен от Българското благотворително дружество „Дружба“ в Браила на 27 май 1877 година, зачислен във II рота на I дружина, на 12 юни 1877 година е преведен в IV рота[9]
- Тодор Попйованов (1864 - 1940), български екзархийски свещеник деец на ранното Българско възраждане в Македония, роден брат на Йосиф Багери.